# Фондон
Фондон (на испански: Fondón) е населено място и община в Испания. Намира се в провинция Алмерия, в състава на автономната област Андалусия. Общината влиза в състава на района (комарка) Алпухара Алмериенсе. Заема площ от 92 km². Населението му е 989 души (по данни от 2010 г.). Разстоянието до административния център на провинцията е 63 km.

## Демография
| 1996 | 1998 | 1999 | 2000 | 2001 | 2002 | 2003 | 2004 | 2005 | 2006 |
| ---- | ---- | ---- | ---- | ---- | ---- | ---- | ---- | ---- | ---- |
| 934  | 918  | 926  | 943  | 957  | 951  | 943  | 946  | 934  | 950  |